# Catopsis paniculata
Catopsis paniculata là một loài thực vật có hoa trong họ Bromeliaceae. Loài này được E.Morren mô tả khoa học đầu tiên năm 1883.